# اف‌ام‌سی ایکس‌آر۳۱۱
اف‌ام‌سی ایکس‌آر۳۱۱ (FMC XR۳۱۱) خودرویی است که در سال‌های Noتولید شده‌است. سیستم جعبه‌دندهٔ آن به صورت خودکار است.